# Stolperstein in Freudental
Der Stolperstein in Freudental ist Albert Ernst Greiner gewidmet, er liegt in der Gemeinde Freudental im Landkreis Ludwigsburg in Baden-Württemberg. Stolpersteine werden vom Kölner Künstler Gunter Demnig in weiten Teilen Europas verlegt. Sie erinnern an das Schicksal der Menschen, die von den Nationalsozialisten ermordet, deportiert, vertrieben oder in den Suizid getrieben wurden und liegen im Regelfall vor dem letzten selbstgewählten Wohnsitz des Opfers.
Der bislang einzige Stolperstein in Freudental wurde am 6. Oktober 2017 vom Künstler persönlich verlegt.

## Stolperstein
| Stolperstein | Inschrift | Verlegeort            | Name, Leben |
| ------------ | --- | --------------------- | --- |
|              | HIER WOHNTE ALBERT ERNST GREINER JG. 1903 EINGEWIESEN 24.8.1940 HEILANSTALT WEISSENAU 'VERLEGT' 5.12.1940 GRAFENECK ERMORDET 5.12.1940 'AKTION T4' | Pforzheimer Straße 25 | Albert Ernst Greiner, genannt Ernstle, wurde 1903 in Stuttgart geboren. Er lebte als Pflegekind bei der Familie Zerweck in der Pforzheimer Straße. Seinen Lebensunterhalt verdiente er als Tagelöhner in der Umgebung. Bei einem Arbeitsunfall wurde er schwer verletzt. Laut Recherchen des Arbeitskreises Erinnern und Gedenken verlor er damals vermutlich einen Fuß, er soll danach eine Prothese getragen haben. Albert Ernst Greiner wurde im Juni 1940 in die württembergische Heilanstalt Weißenau eingewiesen. Am 5. Dezember 1940 wurde er in die Tötungsanstalt Grafeneck verlegt und dort noch am selben Tag ermordet. Die Tötung erfolgte durch geheime Direktiven des NS-Regimes zur Beseitigung „unwerten“ Lebens, die Aktion T4. Standesamtliche Eintragungen zur Person gibt es in Freudental nicht. |

## Verlegung
- 6. Oktober 2017

Die Lebensgeschichte des Albert Ernst Greiner wurde vom Arbeitskreis Erinnern und Gedenken erarbeitet. Dieser Arbeitskreis initiierte auch die Verlegung des Stolpersteins. Musikalisch begleitet wurde die Verlegungszeremonie von Elisa Schenk.